# インドレク・ペルテルソン
インドレク・ペルテルソン（Indrek Pertelson 1971年4月21日- ）は、エストニアのタリン出身の柔道選手。階級は100kg超級。身長193cm。体重112kg。

## 人物
1990年の世界ジュニア95kg級にはソ連代表で出場して3位となった。1992年バルセロナオリンピックにはエストニア代表で出場して5位となった。その後階級を95kg超級に上げて、1993年の世界選手権でも5位となった。1996年アトランタオリンピックでは2回戦でポーランドのラファウ・クバツキに総合負けを喫した。1999年の世界選手権決勝では篠原信一と対戦して、効果でリードしていたものの、終了40秒ほど前に大外刈で一本負けを喫して2位に終わった。2000年シドニーオリンピックでは準決勝でフランスのダビド・ドゥイエに内股で敗れたが3位となった。2003年の世界選手権無差別決勝では鈴木桂治に小外掛で一本負けして2位に終わった。2004年アテネオリンピックでは準々決勝でロシアのタメルラン・トメノフに外巻込で敗れたものの、その後持ち直して前回に続いて2大会連続で銅メダルを獲得した。

## 主な戦績
(階級表記のない大会は全て95kg超級及び100kg超級での成績)
- 1990年 - 世界ジュニア　3位(95kg級)
- 1990年 - ヨーロッパジュニア　優勝(95kg級)
- 1991年 - ヨーロッパジュニア　優勝(95kg級)
- 1992年 - バルセロナオリンピック　5位(95kg級)
- 1993年 - 世界選手権　5位
- 1994年 - 正力国際　無差別　2位
- 1994年 - ロシア国際　優勝
- 1994年 - フランス国際　優勝
- 1994年 - グッドウィルゲームズ　2位
- 1994年 - 嘉納杯　無差別　3位
- 1995年 - 世界選手権　7位
- 1996年 - ロシア国際　2位
- 1996年 - フランス国際　3位
- 1996年 - ヨーロッパ選手権　無差別　優勝
- 1997年 - ヨーロッパ選手権　無差別　3位
- 1998年 - ヨーロッパ選手権　無差別　3位
- 1999年 - ヨーロッパ選手権　3位
- 1999年 - 世界選手権　2位
- 2000年 - フランス国際　3位
- 2000年 - シドニーオリンピック　3位
- 2001年 - 世界選手権　5位
- 2001年 - グランプリ・モスクワ　3位
- 2002年 - グランプリ・モスクワ　3位
- 2003年 - 世界選手権　無差別　2位
- 2004年 - ヨーロッパ選手権　2位
- 2004年 - アテネオリンピック　3位